# Joseph Kono
Joseph Kono (né le 29 décembre 1950) est un coureur cycliste camerounais des années 1960.

## Palmarès
- 1961
  - Tour de Côte d'Ivoire
- 1962
  - Tour de Côte d'Ivoire
- 1965
  - Tour du Cameroun